# Douzième (musique)

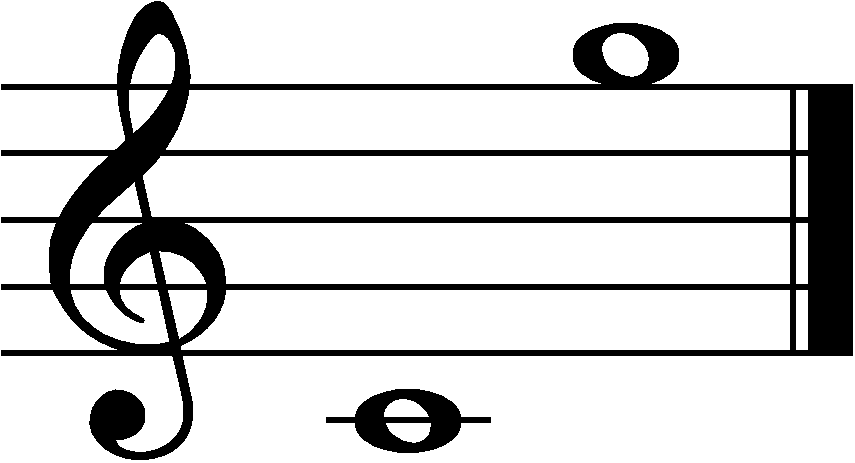
un intervalle de douzième sol-do

En théorie musicale, une douzième ou duodécime est un intervalle de douze notes.
Dans la douzième juste, le rapport de fréquence entre les deux notes extrêmes de l'intervalle est de 3:1. Dans la gamme pythagoricienne elle correspond à une octave plus une quinte juste soit neuf tons et demi. Dans la gamme de Bohlen-Pierce tempérée, l'intervalle porte le nom de tritave. Celle-ci est divisée en 13 intervalles égaux de rapport {\displaystyle ^{13}{\sqrt {3}}}.